# 協立いつくしみの会
協立いつくしみの会（きょうりついつくしみのかい）は北海道札幌市厚別区で特別養護老人ホームかりぷ・あつべつなどを運営する社会福祉法人。日本共産党を支持する市民を中心に行われた「老人ホームをつくる会」の運動の過程で設立された。市民参加型の老人ホーム建設は珍しい。

## 「老人ホームをつくる会」の運動
1983年10月1日、「中曽根内閣の臨調『行革』路線による福祉・医療切り捨てに対抗して、安心して老いることができる民主的老人ホームを建設しなければならない」として、共産党札幌市議会議員の山根泰子（後の北海道議会議員）の呼びかけで労働運動や女性運動の活動家が集まって「みんなの老人ホームをつくる会」が開かれた。
1984年10月1日、協立いつくしみの会の設立準備委員会が発足。当初は札幌市白石区平和通の市有地の無償貸与を受けることを目指し、1985年2月23日、「柏ヵ丘に老人ホームをつくる会」を結成し、建設資金の寄付を募る運動を開始した。予定地の変更で1989年7月6日、「厚別に老人ホームをつくる会」に改称。会長は桑原一（元共産党札幌市議会議員）、副会長は河内秀希（北海道勤労者医療協会丘珠病院院長）、鈴木好（北海道高等学校退職教職員の会会長）、舩山しん（新日本婦人の会札幌協議会代表）ら（肩書きは当時）。
1992年12月、北海道労働組合総連合、北海道勤労者医療協会、北海道高等学校教職員組合、新日本婦人の会北海道本部、北海道生活と健康を守る会連合会、北海道商工団体連合会、日本民主青年同盟北海道委員会、北海道民主医療機関連合会などの団体の代表による「建設協力の共同アピール」が出された。
1993年5月に協立いつくしみの会が社会福祉法人に認可（初代理事長は桑原一）。運動によって1万人以上から1億円を超える寄付が集まり、1994年4月1日、特別養護老人ホームかりぷ・あつべつが開所した。

## 運営施設
- 特別養護老人ホームかりぷ・あつべつ
- 短期入所生活介護（ショートステイ）
- デイサービスセンターかりぷ
- 訪問看護ステーションかりぷ
- ヘルパーステーションかりぷ
- 指定居宅介護支援事業所かりぷ
- 札幌市厚別区介護予防センター厚別中央・青葉
- デイサービスセンターあけのわ
- 高齢者生活支援ハウスえみな（札幌市厚別区厚別中央5条6丁目5-1）
- ショートステイメイプルハウス
- デイサービスもみじの家
- ヘルパーステーションかえで
- 居宅介護支援事業所メイプルかりぷ（札幌市厚別区もみじ台西3丁目1-8）